# ريكاردو فريديريكو رودريغيز أنتونيس
ريكاردو فريديريكو رودريغيز أنتونيس (1974 في البرازيل – )؛ هو لاعب كرة قدم سابق كان يلعب كلاعب وسط.

## وصلات خارجية
- ريكاردو فريديريكو رودريغيز أنتونيس على موقع رابطة كرة القدم اليابانية للمحترفين (اليابانية)
- ريكاردو فريديريكو رودريغيز أنتونيس على موقع Soccerway.com (الإنجليزية)